# The Shadiest One
The Shadiest One è il primo album in studio da solista del rapper statunitense WC, pubblicato nel 1998.

## Tracce
1. Hog – 4:24
2. Where Y'all From – 1:11
3. Fuckin Wit uh House Party – 4:49
4. The Shadiest One (feat. CJ Mac & Jimmy Jam & Terry Lewis) – 4:26
5. Can't Hold Back (feat. Ice Cube) – 3:34
6. Keep Hustlin' (feat. E-40 & Too Short) – 3:39
7. Just Clownin' – 3:59
8. The Autobiography – 1:21
9. Worldwide Gunnin' – 3:25
10. Like That (feat. Ice Cube, Daz Dillinger, CJ Mac & Terry Lewis) – 4:29
11. Call It What You Want – 4:29
12. Rich Rollin' – 3:40
13. Cheddar (feat. Mack 10 & Ice Cube) – 4:12
14. Bank Lick – 0:49
15. It's All Bad – 4:15
16. Better Days (feat. Ron Banks) – 3:53
17. The Outcome – 2:45